# بني برزة
قرية بني برزة هي قرية في مركز أبو تشت بمحافظة قنا في جمهورية مصر العربية يبلغ سكان هذة القرية 12الف نسمة (اثنى عشر نسمة).